# Hubert Burda Media

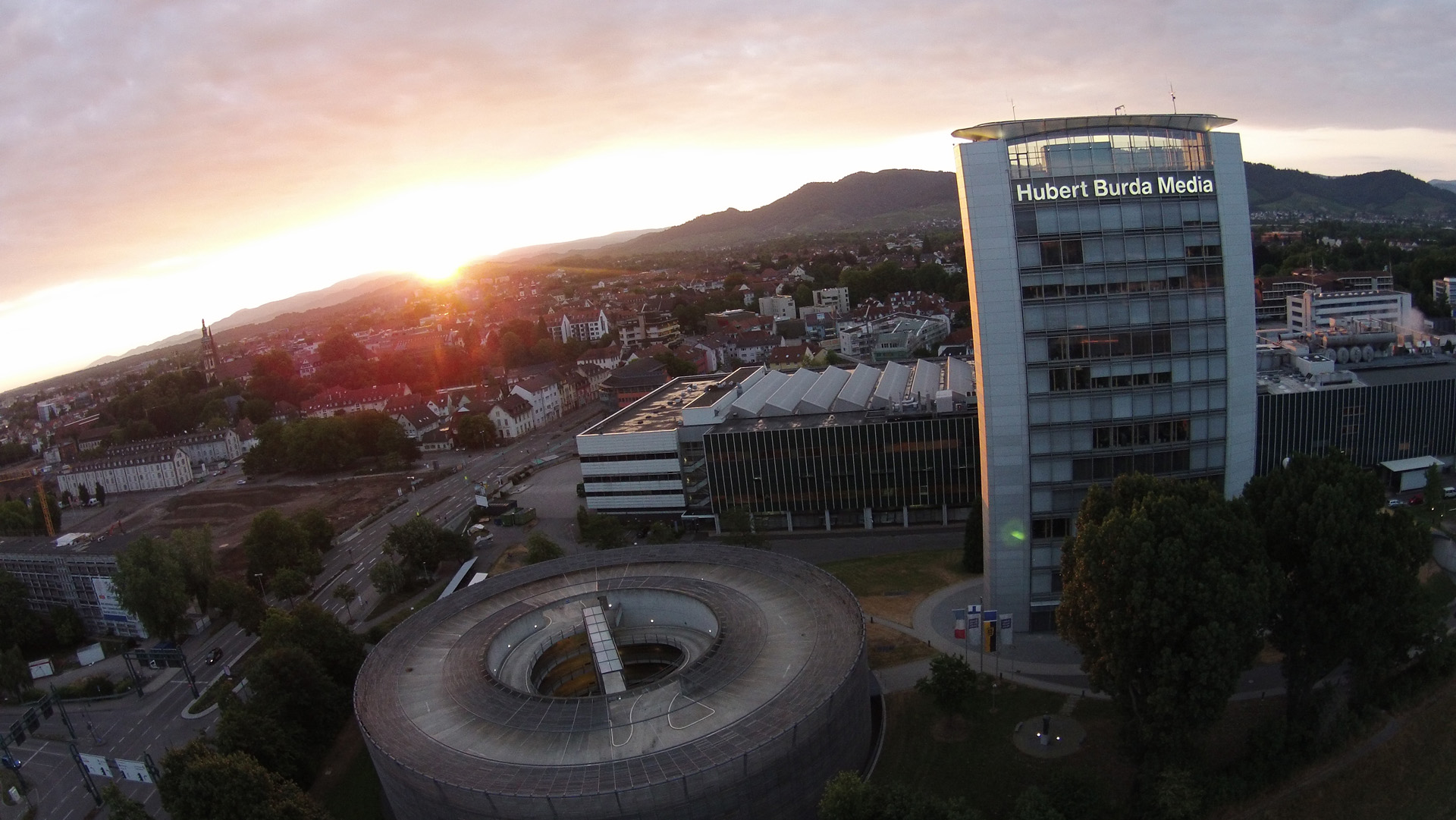
Siedziba Hubert Burda Media w Offenburg (2014)

Hubert Burda Media – niemiecki koncern mediowy.

## Czasopisma
- Bunte(inne języki)
- Burda
- Mój Piękny Ogród
- Chip
- InStyle
- Przyślij Przepis
- Sól i Pieprz
- Dobre Rady
- Elle
- Elle Decoration(inne języki)
- Samo zdrowie
- Enter Najlepsze Programy

## TV
- Focus Gesundheit – kanał o zdrowiu